# Земо Ончікеті
Земо Ончікеті (груз. ზემო ონჭიქეთი) — село в Грузії.
За даними перепису населення 2014 року в селі проживає 67 осіб.